# Лела
Лела је женско име које је у Србији изведено од имена Јелена, али је у енглеском језику варијанта имена Leila и на свахили језику има значење „црна лепотица“, а у вези је и са француском речи „оданост“.

## Популарност
Лела је у САД било популарно од 1900, али та популарност до 1960. нагло опада.